# Marie Van Brussel
Marie Van Brussel (Temse 12 juli 1894 - Temse 16 november 1984) was een Belgisch verzetsstrijdster die op gevaar van eigen leven tijdens de Tweede Wereldoorlog twee joodse meisjes bij haar liet onderduiken.

## Biografie
Marie Van Brussel werd in 1894 in Temse geboren. Ze trouwde met de twee jaar oudere Leonard Duerinck. Ze gingen op de Cauwerburg 41 in Temse wonen en kregen drie dochters: Josephine (1928), Marcella (1931) en Irène (1933). Duerinck was aanvankelijk trambestuurder maar werd nog voor de oorlog door een maagziekte gedwongen om te stoppen met werken.  

### De oorlogsjaren
Het Joodse echtpaar Klein en hun dochtertjes Hélèné (1939) en Marguerite (1940) leefden sinds 1940 ondergedoken in Brussel. Op vraag van de zus van Duerinck liet het echtpaar de twee kleine Joodse meisjes bij hen onderduiken.  Alhoewel hen de kans geboden werd weigerden de Joodse ouders zelf om mee onder te duiken om de veiligheid van hun dochters niet in het gedrang te brengen. Op 3 mei 1943 arriveerden de 3,5-jarige Hélène en 2,5-jarige Marguerite in Temse. Ze spraken enkel Jiddisch en moesten tijdens de eerste weken van hun verblijf Nederlands leren. Om hun aanwezigheid en hun gebrekkig te verklaren verzon het echtpaar Duerinck een verhaal over een Waalse oom die samen met zijn vrouw voor verplichte tewerkstelling naar Duitsland waren overgebracht. Ook hun kinderen kenden de werkelijke toedracht niet. 
In augustus van hetzelfde jaar overleed Leonard, waarna Marie achterbleef met de vijf kinderen. In dezelfde maand werden de ouders van Hélène en Marguerite Klein opgepakt in Brussel en naar de Dossinkazerne in Mechelen overgebracht. Eind september werden ze op een transport gezet naar Auschwitz, waar ze omkwamen in de gaskamers.
Naarmate de oorlog vorderde vreesde Marie voor een huiszoeking. Ze nam de dorpspastoor Louis Vereecken in vertrouwen. Dit bleek een goede beslissing bleek te zijn. Een man met nazisympathieën informeerde bij de pastoor naar het doopregister en de ‘echte’ namen van de meisjes. De pastoor stelde de man gerust en vertelde dat hij de meisjes persoonlijk had gedoopt. 

### Na de oorlog
Na de bevrijding van Temse in september 1944 bleven de meisjes bij Marie Van Brussel wonen, maar maakten hun identiteit bekend. Toen Marie Van Brussel het overlijden van het echtpaar Klein vernam contacteerde ze verschillende Joodse organisaties in de hoop op een bijdrage voor hun levensonderhoud. Omdat de Joodse ouders geen formeel akkoord hadden gegeven om de kinderen in België te laten verblijven werden de meisjes echter vanaf 1947 in weeshuizen geplaatst in afwachting om in 1949 samen met 350 andere oorlogswezen naar Israël te worden overgebracht, waar ze een succesvol leven konden opbouwen.

## Rechtvaardige onder de Volkeren
Hélène Klein bracht vanaf 1977 jaarlijks een bezoek aan Marie Van Brussel.
In 1979 bezocht Van Brussel op 85-jarige leeftijd Israël, samen met haar dochter Josephine. Ze ontving van het Israëlische Holocaustcentrum Yad Vashem de eretitel Rechtvaardige onder de Volkeren voor haar heldendaden .
In 1983 bracht ook Marguerite Klein een bezoek aan Temse. Een jaar later op 16 november 1984 overleed Marie Van Brussel. Hélène was aanwezig op haar uitvaart.
In 2023 werd Hélène plechtig ontvangen in het gemeentehuis van Temse.

## Straatnaam
De gemeente Temse heeft in 2017 een zijstraat van de Cauwerburg de naam Marie van Brusselstraat gegeven.

## Boek
Hélène Klein publiceerde haar memoires "Hélène" onder haar Joodse naam Chaya Nordheim. Hierin vertelt ze in detail het levensverhaal van zichzelf, haar zus en hun pleegmoeder.